# Кобалия, Михаил Робертович
Михаи́л Ро́бертович Коба́лия (род. 3 мая 1978, Москва) — российский шахматист, гроссмейстер (1996). Главный тренер юношеской сборной России по шахматам (2011-2023). Кандидат педагогических наук.

## Ранние годы
Занимался в московском Дворце пионеров (ныне ДЮСШ им. М.М. Ботвинника), его тренером стал Виктор Аркадьевич Чёрный.
Кобалия быстро стал одним из лучших в мире среди шахматистов своего поколения. В 1994 году он разделил 1-е место на чемпионате Европы до 16 лет. В 1996 году занял 2-е место на чемпионате Европы до 18 лет.
В 1998 году стал победителем чемпионата России до 20 лет.

## Карьера
В 2011 году принял участие в Кубке мира 2011, но его выбил в 1-м раунде Игорь Лысый.
В 2018 году Михаил Кобалия впервые в своей карьере отобрался в Суперфинал чемпионата России.
В мае 2021 года занял 3-е место на комадном чемпионате России по шахматам среди мужских команд «Премьер-лига» в составе команды «Гоголевский, 14» (Москва) с результатом 4½ из 7 (+3=3-1) на 3-й доске.
Выступил против вторжения России на Украину, подписав открытое письмо 44 шахматистов Владимиру Путину.

## Тренерская деятельность
Был секундантом Гарри Каспарова в 2000—2003 годах, помогал ему в матче на первенство мира против Владимира Крамника.
Был тренером женской сборной России в 2007—2009 годах. Помог сборной дважды стать вице-чемпионам мира, а также выиграть чемпионат Европы (2007).
15 лет — с конца 2000-х годов до 2023 года — Кобалия успешно тренировал юношескую сборную России, помогая им выиграть и становиться призёрами олимпиад, чемпионатов Европы и мира.
Получил тренерскую премию имени М. Дворецкого.
Является кандидатом педагогических наук, защитил диссертацию на тему «Принятие решения в шахматных поединках при дефиците времени», которая считается основополагающей среди научных работ про шахматы.

## Спортивные достижения
| Год  | Город           | Турнир                                      | + | − | = | Результат | Место | Ист.   |
| ---- | --------------- | ------------------------------------------- | - | - | - | --------- | ----- | ------ |
| 2001 | Санкт-Петербург | Мемориал Чигорина                           |   |   |   | 8 из 9    | 1     | [ 13 ] |
| 2005 | Биль            | Опен-турнир                                 |   |   |   | 7½        | 1—5   | [ 14 ] |
| 2007 |                 | Monarch Assurance Isle of Man International |   |   |   | 6½ из 9   | 1—6   | [ 15 ] |
| 2009 | Будва           | Чемпионат Европы                            |   |   |   | 8 из 11   | 1—11  | [ 16 ] |
| 2010 |                 | Arctic Chess Challenge                      | 6 | 0 | 3 | 7½ из 9   | 1—2   | [ 17 ] |
| 2016 |                 | Аэрофлот Опен 2016                          | 3 | 0 | 6 | 6 из 9    | 3—10  | [ 18 ] |

## Изменения рейтинга
| Графики недоступны из-за технических проблем. См. информацию на Фабрикаторе и на mediawiki.org. |

### Комментарии
1. ↑  Начиная с первой доски: Александр Мотылев, Александра Горячкина, Михаил Кобалия, Павел Трегубов, Володар Мурзин, Борис Савченко, Михаил Демидов, Марк Глуховский.
2. ↑  3 победы 3 ничьи 1 поражение.